# Can Setze
Can Setze és una casa d'Amer (Selva) inclosa a l'Inventari del Patrimoni Arquitectònic de Catalunya.

## Descripció
Immoble de quatre plantes, entre mitgeres, cobert amb una teulada a dues aigües de vessants a façana. Està ubicat al costat dret de la plaça de la Vila.
La façana principal dona a la plaça de la Vila i està estructurada internament en una sola crugia. La planta baixa consta d'un arc de mig punt amb la llum (amplada) més accentuada que la sageta (alçada), conformant un porxo. A l'interior del porxo trobem un gran portal d'accés d'arc carpanell rebaixat de pedra.
El primer i segon pis han estat resolts partint del mateix esquema formal, que consisteix en l'aplicació d'una obertura per pis. Es tracta de dues obertures rectangulars amb llinda monolítica i muntants de pedra ben treballats i escairats, les quals són projectades com a balconades independents i equipades amb les seves respectives baranes de ferro forjat. En la llinda de la balconada del primer pis podem llegir una inscripció interessant que fa al·lusió al constructor i a la data d'acabament de l'edifici, i diu així: "GERONI TORRENT MDCCCXXII".
Tanmateix difereixen en dos aspectes: per una banda la mida de les obertures, ja que la del primer pis és notablement més gran que la del segon. Mentre que per l'altre, la balconada del primer pis abasta tot el pla horitzontal de la façana, mentre que la del segon pis és molt més reduïda.
El treball de la forja aplicat a les baranes és interessant: cal fixar-se en els pals que componen la barana en format de corda trenada.
Al tercer pis, que podria fer les tasques de golfes o altell, trobem dues grans obertures d'arc de mig punt amb un petit ampit de ferro forjat.
Tanca la façana en la part superior un ràfec prominent format per quatre fileres: la primera de rajola plana, la segona de teula, la tercera de rajola plana i la quarta de teula.
La majoria d'edificis de la plaça de la Vila comparteixen entre ells tota una sèrie de paral·lelismes compositius, estructurals i formals molt evidents. I és que en tots sis (vegeu les fitxes de Ca la Tia Lola, Can Tana, l'Ajuntament, Can Munda, Ca l'Espinet i Can Tarradellas) trobem tota una sèrie de trets comuns i similituds com ara la façana estructurada en crugies combinant les dues –Ca la Tia Lola, Can Tana i l'Ajuntament– amb les tres –Can Munda– i una –Can Setze, Ca l'Espinet i Can Tarradellas– la coberta prima, per sobre de tot, la projecció a dues aigües de vessants a façana; la majoria d'immobles consten de tres plantes –a excepció de Can Setze, Can Munda i Ca l'Espinet, de quatre–; proliferen per tota la façana un gran nombre de balconades equipades amb les seves respectives baranes de ferro forjat; el portal d'accés ha perdut protagonisme físic en quedar emmascarat per la porxada composta per arcs de mig punt; es tracta de porxades totalment heterogènies i sense seguir un patró uniforme com així ho evidencia la naturalesa irregular dels arcs de mig punt, els quals apareixen en totes les modalitats possibles: així tenim arcs de mig punt normals, arcs de mig punt rebaixats amb la llum (amplada) més accentuada que no pas la sageta (alçada) –Ca la Tia Lola– arcs de mig punt en què prima la sageta per sobre la llum –Can Tana– i arcs en què es produeix una relació equitativa entre la llum i la sageta –l'Ajuntament–; la pedra sol fer poc acte de presència a les façanes fins al punt que la trobem concentrada específicament en parts molt puntuals i específiques com ara les llindes, muntants i ampits de les diverses obertures; el tipus de pedra per excel·lència i que té més difusió és la pedra sorrenca, mentre que la pedra nummulítica o pedra calcària de Girona té poc protagonisme.

## Història
L'immoble actual ofereix un bon aspecte de conservació gràcies a les obres de manteniment i condicionament que se solen dur a terme en tots els edificis per tal d'assegurar la seva preservació. Unes obres que es van materialitzar a principi del segle aproximadament.
Comparant fotografies antigues, s'observa que l'edifici no ha experimentat cap canvi dràstic ni significatiu des del punt de vista estructural i formal. Tanmateix, s'han introduït dues novetats: s'ha apujat sensiblement l'alçada total de l'edifici augmentant la mida dels badius, que han perdut la seva funció primigènia per passar a convertir-se en una quarta planta. La balconada del segon pis, en origen estava despullada de qualsevol complement, mentre que ara està equipada amb una llinda monolítica i muntants de pedra.
La plaça de la vila d'Amer on es troba l'immoble, és considerada com la segona plaça porxada més gran de Catalunya. És per aquest motiu que popularment es coneix amb el nom de Plaça Porxada.
Una de les particularitats de la plaça, és que tots els porxos són diferents, i els edificis que en formen part són d'èpoques i estils molt variats.
El paviment de la Plaça està fet amb llambordes de diferents poblacions de Catalunya.